# Verwaltungsgemeinschaft Pressath
Die Verwaltungsgemeinschaft Pressath liegt im Oberpfälzer Landkreis Neustadt an der Waldnaab und wird von folgenden Gemeinden gebildet:
1. Pressath, Stadt, 4226 Einwohner, 66,34 km²
2. Schwarzenbach, 1153 Einwohner, 11,91 km²
3. Trabitz, 1353 Einwohner, 26,67 km²

Sitz der Verwaltungsgemeinschaft ist Pressath.